# Abbaye de Göss
L'abbaye de Göss ést une ancienne abbaye bénédictine située à Leoben en Styrie, Autriche. Elle fut fondée vers l'an 1004 par Adèle (Adala), l’épouse du comte palatin Aribon Ier de Bavière, et son fils le futur archevêque Aribon de Mayence. Jusqu'à sa fermeture sous le règne de l'empereur Joseph II en 1782, c'était le plus vieux monastère au sein du duché de Styrie.

## Historique

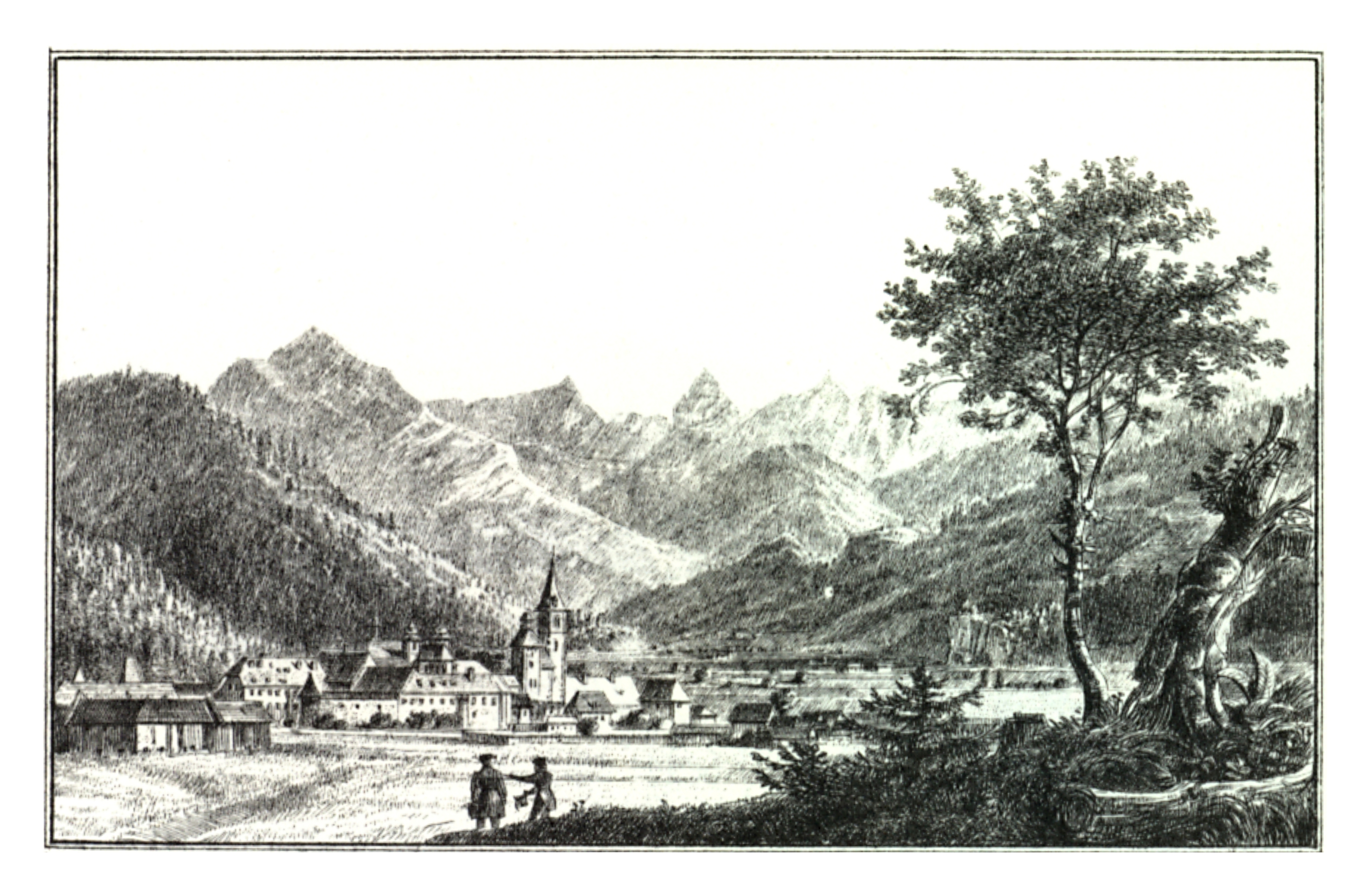
L'abbaye de Göss, lithographie de Joseph Franz Kaiser (1830).

Adèle, issue d'une famille des nobles libres (Edelfreie) provenant de Freising, était la fille du comte palatin Hartwig Ier de Bavière († 985) et de son épouse Wichburg, une fille du duc Eberhard de Bavière. Elle se marie à Aribon Ier, également nommé comte palatin bavarois, qui avait déjà fondé l'abbaye de Seeon en Chiemgau vers l'an 994. Les ancêtres d'Adèle avaient reçu des vastes domaines autour de Göss (nommé Costiza en 904) dans la marche sur la Mur, l'ultérieure marche de Styrie, qui servent de base à la fondation du monastère.
Le 1er mai 1020, Adèle et son fils Aribon de Mayence ont obtenu la charte pour la fondation du monastère en tant qu'abbaye impériale des mains de l'empereur Henri II. Le couvent fut habité par des religieuses de l'abbaye de Nonnberg à Salzbourg ; la fille d'Adèle, Cunégonde, est nommée la première abbesse. Le monastère de Göss abritait une communauté de chanoinesses issues de la plus haute noblesse (Frauenstift) qui se consacraient à l'éducation des jeunes filles, ainsi qu'aux lettres et aux arts. 
Dans les conditions du Joséphisme, l'abbaye « improductive » est fermée en 1782. L'ensemble des propriétés du couvent fut transféré au Fonds pour la Religion institué par une loi de l'empereur Joseph II. En 1860, les bâtiments monastiques ont été acquis par Max Kober, en ce temps maître brasseur à Saybusch. Aujourd'hui, la société Göss (Gösser), qui appartient au groupe Brau Union, est un des principaux brasseurs autrichiens.